# Dissochaeta nodosa
Dissochaeta nodosa är en tvåhjärtbladig växtart som beskrevs av Pieter Willem Korthals. Dissochaeta nodosa ingår i släktet Dissochaeta och familjen Melastomataceae. Inga underarter finns listade i Catalogue of Life.